# 13743 Rivkin
13743 Rivkin (1998 SX23) là một tiểu hành tinh vành đai chính.